# Front Mission (jogo eletrônico)
Front Mission (フロントミッション, Furonto Misshon) é um   RPG eletrônico tático baseado em turnos desenvolvido e publicado pela Square para o Super Famicon em 1995. Front Mission é uma série em que as histórias dos personagens se entrelaçam, e envolve também batalhas com mechas. O jogo permite uma alta customização do mecha, permitindo que o jogador consiga diferentes performances para o seu mecha.
Uma conversão melhorada do jogo foi lançada para WonderSwan Color em 2002, para Playstation em 2003 e para Nintendo DS em 2007. De todas as versões, somente a versão do DS foi lançada fora do Japão.

## Jogabilidade
O jogador avança pelo jogo assistindo cenas relacionadas ao enredo, cumprindo missões e melhorando e configurando os wanzers para a próxima missão. O jogador viaja entre locais através de um sistema de apontar e escolher o local no mapa. Com avanços no enredo, novos locais são revelados no mapa geral. As cidades funcionam como pontos entre as missões onde o jogador configura suas unidades para a missão seguinte e as áreas de batalhas são onde o jogador cumpre as missões, entretanto elas ficam inacessíveis após completar a missão.
As unidades de batalha de Front Mission são os wanzers, um termo para mecha derivado da palavra em alemão wanderpanzer, que significa "Tanque que anda". Wanzers são diferentes das unidades comuns de batalha, e são constituídos de quatro partes separadas: corpo, braço direito, braço esquerdo e pernas. Cada parte tem sua própria função e sua barra de pontos de vida. As pernas permitem o movimento e a esquiva, os braços permitem o uso de armas que ficam na mão ou no ombro e o corpo mantém o wanzer funcionando. Se o corpo é destruído, o wanzer é destruído totalmente. A única forma de redução de dano são os atributos de defesa do wanzer ou o uso de escudo, que melhora a defesa total do wanzer. Apesar de que a maioria dos inimigos com que o jogador luta são wanzers, também existem veículos e armas móveis. Estes só tem uma parte, o corpo, mas valores mais altos de defesa e pontos de vida.
As armas se dividem em três categorias : armas de ataque corpo a corpo, armas de curto alcance e armas de longo alcance. As armas de ataque corpo a corpo são bastões ou o próprio braço do wanzer sem alguma outra arma equipada, que dão um golpe único, mas causam uma grande quantidade de dano. A vantagem dessas armas são que elas geralmente acertam o corpo e ignoram o atributo de defesa. Armas de curto alcance são metralhadoras, espingardas, lança-chamas e rifles. Metralhadoras são armas totalmente automáticas, que acertam as partes do wanzer aleatoriamente. Espingardas, lança-chamas e rifles são semi-automáticos que não focam em uma parte específica do wanzer. A vantagem dessas armas é uma grande precisão, têm prioridade sobre as armas de ataque corpo a corpo em cenas de batalha (armas de curto alcance atacam primeiro) e geralmente destroem partes do wanzer quando acertam.
As armas de longo alcance são usadas a distância e consistem de lançadores de mísseis e lançadores de foguetes, que dão vários tiros ou um único tiro. Estas armas tem munição limitada, e devem ser recarregadas quando a munição acaba. Armas híbridas são armas que funcionam tanto como armas de curto alcance tanto como de longo alcance, e estão no jogo na forma de bazookas e lança-granadas.
Desde que o peso total do wanzer não supere a quantidade máxima de força fornecida, o wanzer pode ser configurado da maneira que o jogador preferir. Um wanzer pode ser equipado com até quatro armas. Também há braços com armas embutidas, o que resulta em um braço mais leve do que um braço normal equipado com uma arma. Um wanzer pode equipar uma mochila, que aumenta a quantidade máxima de força fornecida, a quantidade de itens que pode ser carregado e aumenta a efetividade das armas de apoio. Em relação ao movimento, o jogador pode equipar pernas diferentes como pernas com esteiras ou do tipo hover, que tem usos específicos em relação a movimentação.
Front Mission tem outras atividades no jogo. Nas cidades, o jogador pode visitar a loja em que partes de wanzer podem ser vendidas ou compradas. Há também a arena, em que o jogador pode lutar contra adversários com wanzers e ganhar dinheiro. Além disso, Front Mission também fornece uma previsão dos adversários da próxima missão. As missões são completadas geralmente destruindo todos os  inimigos ou protegendo uma unidade específica de ataques das forças inimigas.

## História

### Enredo
Ocorrendo em 2090, a história de Front Mission gira em torno do oficial Royd Clive, da Oceania Community Union (OCU, em português, União da Comunidade da Oceania). Um esquadrão da OCU, liderado por Royd e Ryuji Sakata entra em um depósito especial de munição da USN (United States of the New Continent, ou Estados Unidos do Novo Continente), do distrito Larcus da ilha Huffman (Uma ilha fictícia do Pacífico , de tamanho semelhante a Oahu, "formada em 1995 a partir de atividade vulcânica, no leste do Oceano Pacífico, ao sul da costa oeste do México. A massa de terra era grande o suficiente para ser classificada como ilha em 2002, e toda autoridade e direito de propriedade foi concedida à USN." ). A noiva de Royd, Karen Meure, já havia infiltrado a ilha. Entretanto, a tranquilidade da missão é quebrada quando Meurei cai em emboscada de uma esquadra de wanzers da USN, liderada pelo Capitão Driscoll. Isso ocorre nas premissas, e isto prepara a primeira missão do jogo, chamada "Larcus Incident" (Incidente Larcus).
Depois que o jogador derrota a esquadra da USN, Driscoll escapa, mas não antes de detonar bombas, destruindo o complexo.
A culpa do incidente é colocada em Sakata e Royd, que são dispensados da OCU Ground Defense Force (Força de Defesa Terrestre da OCU). O fiasco também rompeu o tratado de paz entre a USN e a OCU, causando a Segunda Guerra Huffman. Um ano depois, o Coronel Guri Olson, da OCU, procura Royd (que trabalha como lutador de Wanzer na cidade de Barinden) para trabalhar com a unidade mercenária Canyon Crows. Royd se junta a Olson pois vê a possibilidade de poder matar o oficial da USN responsável pela captura de Karen.
No remake de PS1, o game tem um segundo cenário, com o jogador assumindo o papel do oficial Kevin Greenfield da unidade Black Hounds, da USN. Vários mistérios e elementos da história do ponto de vista OCU são examinados mais a fundo do ponto de vista da USN, e tendo também ligações com a história de Front Mission 4. Entretanto, vários elementos permanecem não resolvidos, apesar das novas mudanças. Esses elementos são examinados com mais profundidade e tem um importante papel na continuação Front Mission 5: Scars of War, sendo mais influentes do que elementos de outras sequências da série, no Front Mission 5: Scars of Wars]].
No remake de DS, as ligações com Front Mission 5 são aumentadas, através do aumento das cenas, do surgimento de novas cenas da história e a inclusão de personagens como Glen Duval, Walter Feng, Randy O'Neill, e Hector Reynolds. Os laços com Front Mission 4 são expandidos também, com material adicional e a inclusão de Darril Traubel e Billy Renges.

### Personagens

#### Pela OCU
- Royd Clive
 Royd é um ex-capitão da OCUGDF, e atual líder do grupo mercenário Canyon Crows. Durante seus anos no exercido da OCU, apaixonou-se por Karen Meure e tornaram-se noivos. Royd ficou traumatizado após testemunhar Driscoll destruir o wanzer em que Karen estava, aparentemente matando ela. Royd também aparece nos outros jogos da série como Front Mission 2 e Front Mission 5: Scars of War.
- Karen Meure 
 Karen era uma tenente da OCUGDF. Trabalhava como agente de inteligência. Tornou-se noiva de Royd Clive, alguns meses antes de ser considera KIA pelo esquadrão de Driscoll
- Sakata Ryuji 
 Ryuji é um ex-tenente da OCUGDF. Envolveu-se junto com Royd no Incidente Larcus, e ambos tem uma relação de irmãos entre os dois, devido a amizade. Encontra-se novamente com Royd no grupo Canyon Crows.
- Natalie F.Blakewood
 Nathalie é uma tenente da OCUGDF. Também tem o posto de auxiliar de comandante na Canyon Crows. Seu pai é um senador, Willas Blakewood.
- Keith Karabel
 Keith é um mercenário experiente, que já participou de várias batalhas pelo mundo junto com seu amigo Joynas Jeriaska. Keith nasceu na USN, mas sempre quis ser um mercenário. Foi recrutado junto com Joynas pelo Capitão Olson para os Canyon Crows.
- Joynas Jeriaska (J.J.)
 Joynas é um mercenário nascido na OAC África e cresceu no meio de um conflito civil em seu país. A fim de ajudar no sustento de seus familiares, vira um mercenário, sempre enviando seus ganhos aos seus parentes. Junto com Keith, foi contratado por Olson para os Canyon Crows.
- Frederick Lancaster 
 Frederick é um jornalista veterano, mundialmente conhecido por seus relatos detalhados e descobertas em vários assuntos. Frederick nasceu na OCU Austrália e trabalhou para várias publicações antes de trabalhar para uma companhia de jornal com sede em Nova York, na UCS Estados Unidos. Frederick foi demitido após escrever um artigo com informação privada do exército da UCS. Durante a segunda guerra Huffman, forças da UCS atacam Frederick enquanto ele investigava o local da queda de um avião da OCU. Após os Canyon Crows o salvarem, Frederick pergunta se poderia juntar-se a eles com o propósito de recolher informação. Após o término dos eventos de Front Mission, Frederick, como jornalista independente, publica um artigo de jornal sobre o segundo conflito Huffman, o que virou uma sensação internacional, devido a grande repercussão. Frederick também aparece no jogo Front Mission 4.
- Hans Goldwin 
 Hans é um talentoso especialista em computadores e em busca de informações, capaz de achar informações sobre alguém ou algo em um curto espaço de tempo. Hans foi aceito no Massachusetts Institute of Technology na USN América, mas foi expulso após fazer com que o computador central travasse. Depois de sua expulsão, Hans mudou-se para Huffman Island a fim de oferecer suas habilidades de especialista de computador e buscador de informações. Hans é aceito no Canyon Crows quando ele viaja para Freedom City para entregar informação sobre Karen a eles, logo após uma campanha militar vitoriosa lá. Hans sempre é visto usando um capacete de realidade virtual.
- Yang Meihua 
 Yang Meihua é uma combatente de arena e piloto de wanzer nascida na People's Republic of Da Han Zhong (D.H.Z.; significando República Popular de Da Han Zhong). Meihua viveu com seu irmão Yeehin em DHZ até que decidiram viajar pelo mundo. Durante suas viagens, Yeehin desapareceu com 12 anos, e desde então Meihua vem procurando por ele. Na ilha Huffman, Meihua alega ter conhecido Karen enquanto estavam no hospital de Grey Rock. Depois de ser derrotada por Royd, Meihua entra nos Canyon Crows a fim de procurar por Yeehin.
- Peewie Richburg Jr. 
 Peewie é um motorista licenciado pela OCUGDF de caminhões de suprimentos e vem de uma família rica. Peewie foi isento do exame de admissão devido a sua família e o apoio dela à OCUGDF. A falta de treinamento resulta no fato em que Peewie costuma recuar quando sua vida está em perigo. Durante uma missão, Peewie foge de sua área de operação quando seu caminhão é atacado por wanzers da USN. Guri Olson salva Peewie da corte marcial por deserção e o transfere para os Canyon Crows.
- Paul C. Grieber 
 Paul é um tenente da OCUGDF que gastou grande parte da sua vida ajudando os fracos e oprimidos como um sacerdote de uma igreja na Ilha Huffman. Enquanto se recusava a resolver conflitos através da violência, os inúmeros conflitos observados por Paul o fazem mudar seu ponto de vista de como resolver conflitos. Paul alistou-se na OCUGDF e foi ordenado a defender a cidade de Grey Rock. Durante uma batalha contra as forças da USN, Paul luta junto com os Canyon Crows para expulsarem as tropas da USN de Grey Rock. Mais tarde, Paul se junta ao time com esperanças de que a guerra acabe logo.
- Gregório Maias 
 Gregório é um ex-soldado da OCU. Ganhou o apelido de "Kong" destruindo vários wanzers usando somente armas de combate corpo-a-corpo. Um dos conhecidos de Gregório percebe seu talento e diz que Gregório ganharia mais lutando nas arenas do que como soldado. Gregório leva a sério a sugestão, e ganha muito dinheiro com as lutas de arena. Gregorio junta-se ao time após ser derrotado por eles.
- Maury O'Donnell (Molly O'Donnell no remake de DS) 
 Maury é uma civil e ex-enfermeira que viveu sua vida na ilha Huffman na cidade de Lark Valley. Ela desenvolveu um interesse em ajudar crianças enquanto crescia e trabalhou como enfermeira no orfanato local. Durante a segunda Guerra Huffman, Lark Valley é destruída por um ataque de bombardeio e a OCU não envia nenhuma assistência a cidade, o que enfurece Maury. Maury tenta desencorajar os Canyon Crows a entrarem em Lark Valley, mas falha quando um grupo da USN ataca ela e o grupo mercenário. Maury se junta aos Canyon Crows com esperança de que a guerra acabe para que as vidas de crianças não fossem perdidas.
- Yang Yeehin 
 Yeehin é o irmão mais novo de Meihua, nascido na DHZ. Yeehin e Meihua saíram da DHZ para conhecerem o mundo, mas Yeehin desapareceu quando tinha 12 anos. Sem Meihua saber, Yeehin foi recrutado pela USN e treinado em uma academia militar até os 15 anos. Mais tarde, Yeehin desertou do exército da USN e envia um pedido de ajuda à OCU na esperança que alguém o proteja de seus perseguidores. Os Canyon Crows respondem o chamado e o salvam. Yeehin é levado a Guri, que o quer preso, mas Meihua se opõe, e Royd a apoia, aceitando Yeehin nos Canyon Crows ao invés de o prenderem.
- Bobby Hopkins
 Hopkins é um mercenário e um ex-cabo do exército da OCU. Bobby serviu no exército da OCU por um tempo não revelado num esquadrão de wanzers de elite, e recebeu o apelido de Death (morte) por ter sobrevivido tantas missões. Mais tarde, torna-se um mercenário junto com seu amigo Porunga. Após terminarem vários serviços na ilha Huffman, ele e Porunga envolvem-se em uma briga de bar em Peseta City sem razão nenhuma aparente. Os Canyon Crows aceitam os dois no grupo após separarem a briga.
- Porunga 
 Porunga é um mercenário e ex-sargento da OCU. Porunga nasceu na OCU Austrália, apesar de vir de uma família aborígene. Por não poder entrar no exército da OCU devido a sua linhagem, entrou no Corpo Voluntário da OCU para ajudar o exército. Os esforços de Porunga são recompensados quando contribui para o sucesso de uma missão em queo esquadrão de que Bobby Hopkins fazia parte estava presente. Porunga é então aceito na OCU e torna-se um grande amigo de Bobby Hopkins.
- Alder Weiss - 
 Alder é um ex-sargento da OCU que serviu na infantaria durante a primeira Guerra Huffman. Alder foi promovido então. Mas, Alder aposenta da OCU após ter seu filho morto em uma ação militar. Durante  a segunda Guerra Huffman, Alder inicialmente despreza Royd por parecer com seu filho e o desafia a um duelo na arena. Após perder, Alder se junta a Royd para terminar a guerra e assim evitar que vidas sejam perdidas.

## Desenvolvimento

### Remakes
Front Mission foi relançado pela primeira vez para o WonderSwan Color em 2002. No ano seguinte, o jogo foi refeito com o nome de Front Mission 1st para o PlayStation. Esse remake incluía a possibilidade de jogar a partir do ponto de vista da USN. A versão do PlayStation foi refeita e lançada para o Nintendo DS, e lançada no Japão no dia 22 de Março, de 2007. A versão norte-americana, sendo chamada de Front Mission foi lançada no dia 23 de Outubro de 2007. Uma versão para celular também foi lançada no Japão.
No remake de DS, as cenas de batalha foram melhoradas para utilizar as duas telas do aparelho, permitindo uma melhor visão do combate. A versão do DS tem muitas mudanças e melhoras o que a torna a versão definitiva de Front Mission. Isto inclui:
- A habilidade de acesso e uso de grandes armas móveis vistas como chefes nas versões do Super Famicon e do PlayStation.
- A possibilidade de controlar personagens de outros jogos da série, como Darril Traubel e Glen Duval. Entretanto, isto só ocorre em um número limitado de missões.
- Novas adições às armas e partes de wanzers.
- Novas localizações e missões extras, que aumentam a visão sobre a história do jogo.
- Novos modos de jogo, como um modo de batalha em alta velocidade, em que as cenas de combate são puladas. Também há diferentes níveis de dificuldade destravados quando se termina o jogo.

## Recepção
Front Mission recebeu uma nota de 6.5 em 10 na Nintendo Power.

No final de 2007, a versão para DS vendeu 57.123 cópias no Japão.